# Rosi Sánchez
Rosaura Carmen Sánchez Luján, más conocida como Rosi Sánchez (Las Palmas de Gran Canaria, 2 de diciembre de 1974), es una exjugadora española de baloncesto que jugaba en el CB Islas Canarias. Jugadora emblemática en Canarias, jugando gran parte de su carrera en el equipo de su ciudad. Además jugaría en el baloncesto italiano y un año en el Ros Casares Valencia. 

## Palmarés
- Copas de la Reina: 2

Gran Canaria: 1999, 2000
- Coppa Ronchetti: 1

Gran Canaria: 1999
- Liga italiana: 2

Pall. Schio: 2007-08
Taranto Cras Basket: 2008-09

## Palmarés con la selección española
- Eurobasket 2001 ( Francia)
- Eurobasket 2003 ( Grecia)